# Tiệm sách cũ Biblia
Tiệm sách cũ Biblia (ビブリア古書堂の事件手帖 Biburia Koshodō no Jiken Techō, Biblia Used Bookstore Casebook) là một light novel của tác giả Mikami En; lấy cảm hứng từ một manga đăng trên tạp chí Altima Ace, sau đó chuyển sang nguyệt san Asuka. Một phim truyền hình chuyển thể được phát sóng trên truyền hình Fuji vào tối thứ Hai lúc 9 giờ tối từ ngày 14 tháng 1 đến ngày 25 tháng 3 năm 2013. Câu chuyện xoay quanh một cô gái trẻ sở hữu một hiệu sách cũ, giải quyết nhiều bí ẩn liên quan đến những cuốn sách cô bán.

## Cốt truyện
"Câu chuyện bắt nguồn từ một tiệm sách cũ nằm sâu trong góc Kamakura, thủ đô cũ của Nhật Bản. Chủ tiệm sách là Shinokawa Shoriko, một cô gái  xinh đẹp nhưng luôn ngại ngùng và khó nói chuyện với người mới gặp. Ngược lại, kiến thức phong phú về sách cũ của cô thì không ai sánh bằng. Khi cô nói về những cuốn sách cô điển, say mê đến nỗi quên cả nỗi ngại ngùng và cô trở thành người kể chuyện hay nhất. Shoriko là kim chỉ đường của bạn để làm sáng tỏ mọi bí mật hay kì bí của cuốn sách cũ chỉ bằng kiến thức uyên bác và đôi mắt tinh tường." --Fuji TV

## Diễn viên
- Ayame Goriki vai Shinokawa Shioriko
- Akira vaiGoura Daisuke
  - Ryu Hashizume vai Goura Daisuke còn nhỏ (tập  1)
- Kei Tanaka vaiKasai Kikuya
- Kosuke Suzuki vai Fujinami Akio
- Hiromi Kitagawa vai Yokota Natsumi
- Jesse Lewis vai Shinokawa Fumiya
- Elina Mizuno vai Kosuga Nao
- Reina Triendl vai Sasaki Aya
- Risa Naito vai Hashimoto Sayaka
- Narumi Yasuda vai Shinokawa Chieko
- Keiko Matsuzaka vai Goura Eri
- Katsumi Takahashi vai Shida Hajime

## Phát hành
Tới tháng 2 năm 2017, light novel đã đạt 6.4 triệu bản in.

## Bên ngoài đường dẫn
- Website chính thức (tiếng Nhật)
- biblia.jp Lưu trữ ngày 21 tháng 5 năm 2013 tại Wayback Machine (tiếng Nhật)
- Kadokawa Special Network Page Lưu trữ ngày 31 tháng 7 năm 2016 tại Wayback Machine (tiếng Nhật)
- Kodansha Comics Dedicated Website (tiếng Nhật)